# Middle Plantation
Middle Plantation nella Colonia della Virginia, era una città interna fondata nel 1632. Era sita sull'altipiano posto alla metà della Virginia Peninsula, tra i fiumi James e York. Middle Plantation rappresentò il primo insediamento inglese nell'entroterra e venne realizzata su di una decisione votata dall'Assemblea, per creare un collegamento fra Jamestown e Kiskiack, un insediamento ubicato sul fiume York all'interno della penisola.
La sua crescita venne incoraggiata dal completamento, nel 1634, di una palizzata continua che attraversava l'intera penisola a nove chilometri da Archer's Hope Creek, che si riversava poi verso nord nel fiume York. Nello stesso anno venne fondata James City Shire che comprendeva Middle Plantation e l'area circostante. Successivamente, James City Shire divenne Contea di James City, la contea più antica degli Stati Uniti. 
Con la crescita della popolazione, venne costruita Bruton Parish Church, la chiesa della comunità. Nel 1693, Middle Plantation venne selezionata come sede del College di William e Mary. Dopo essere stata usata come sede di incontri politici numerose volte nel corso del XVII secolo, quando la capitale della Colonia della Virginia era ubicata a Jamestown, Middle Plantation divenne la nuova capitale nel 1699. Essa venne presto rinominata con il nome di Williamsburg in onore del re Guglielmo III di Gran Bretagna, ed è oggi il sito del Distretto Storico di Colonial Williamsburg.

## Storia

### La palizzata difensiva attraverso la penisola
L'idea di costruire una palizzata difensiva attraverso la penisola, venne già discussa nel 1611. Sir Thomas Dale, allora governatore, in una lettera indirizzata al conte di Salisbury, raccomandava la costruzione di un insediamento fortificato a Kiskiack, a 32 chilometri lungo il fiume York da Old Point Comfort. Ma, il matrimonio avvenuto, nel 1614, fra il colono John Rolfe e la principessa nativa Pocahontas, determinò un periodo di pace con i nativi e l'idea della palizzata venne dunque accantonata. 
Venne poi ripresa intorno al 1623, a seguito del massacro indiano del 1622. In quel tempo, l'insediemento di Martin's Hundred a Wolstenholme Towne, situato sul fiume James a circa nove chilometri da Jamestown, venne attaccato dagli indiani che uccisero 73 coloni, lasciando i superstiti così traumatizzati, che la colonia dovette essere abbandonata temporaneamente. Il governatore Francis Wyatt ed il suo consiglio, scrivettero pertanto al Conte di Southampton che avevano deciso di costruire una palizzata fra i fiumi James e York, da Martin's Hundred a Kiskiack. 
Nel 1626, Samuel Mathews, di Denbigh and William Claiborne, of Kecoughtan, si offrirono di costruire la palizzata e delle case fortificate, a brevi intervalli, fra Martin's Hundred e Kiskiack. Comunque, i costi erano così elevati che è dubbio la loro proposta sia stata accettata. 

### Sviluppo nella parte nord della penisola
La parte nord della penisola era poco abitata e nel 1630 non venne presa alcuna decisione sulla costruzione della palizzata. Sotto il governo di John Harvey, in un incontro tenuto a Jamestownl'8 ottobre 1630, il governatore ed il suo Consiglio decisero di costruire delle case su entrambe le rive del King's Creek, estendendole poi rapidamente sulla riva sud del fiume York. Dal settembre 1632, la popolazione stanziata sulla riva sud del fiume York, crebbe in maniera così consistente da ottenere due rappresentanti all'Assemblea Generale della Virginia. 

### Kiskiack e York
La regione sul fiume York venne divisa in due piantagioni, una mantenne il vecchio nome, Kiskiack, e l'altra assunse il nome di York. Quest'ultima venne fondata da Sir John Harvey alla foce del Wormeley's Creek, circa cinque chilometri sotto l'attuale Yorktown. 
Alcuni anni dopo, il capitano Nicholas Martiau, un ingegnere francese impiegato nella colonia, ottenne il riconoscimento delle terre che erano comprese nel sito di Yorktown. Quando, nel 1680, l'Assemblea Generale autorizzò la creazione di dieci porti, si stabilì che uno dovesse essere costruito fra i due insediamenti di Kiskiack e York. In questo modo, la città di Yorktown andò assumendo sempre maggiore importanza. Presto, sia Kiskiack che York divennero due delle città originarie dell'antica Colonia della Virginia. 

### 1632: riconoscimento di Middle Plantation
Il progetto di costruire la palizzata attraverso la penisola fu portato avanti con grande impegno e John Pott riuscì ad ottenere. il 12 luglio 1632, l'autorizzazione a realizzarla tra Archer's Hope Creek, via Kiskiack fino al fiume James. Il 4 settembre 1632, l'Assemblea Generale della Virginia stabilì che la donazione di terre fatta due anni prima a chi si fosse stabilito a Kiskiack, sarebbe stata concessa anche a chi si fosse insediato fra il Queen's Creek e l'Archer's Hope Creek. 
Nel febbraio 1633, fu decretato che una quarantesima parte degli uomini "della zona della foresta" da Archer's Hope e Queen's Creek a Chesapeake Bay (essenzialmente tutta la parte bassa della penisola) avrebbe dovuto presentarsi "il primo giorno di marzo prossimo" alla piantagione del Dott. John Potts, "recentemente costruipa", per erigere case ed assicurare la terra in quella zona.
La costruzione della palizzata ebbe inizio il 1º marzo 1633. La palizzata era lunga circa 10 chilometri e correva da ruscello a ruscello; al suo interne venne realizzato un insediamento che si chiamò Middle Plantation.

### Un sito salubre fu scelto per Middle Plantation
John Pott che ricevette le prime terre a Middle Plantation, era un medico. È noto che fu egli a preparare il veleno che venne servito ai nativi, durante una cerimonia di pace nel 1623, nel corso di una "cerimonia di pace" a Jamestown, e uccise 200 di essi per una vendetta nei confronti del massacro indiano del 1622. 
Il dottore riconobbe certamente la salubrità del clima a Middle Plantation. Poiché le terre fra i due fiumiciattoli erano ben drenate, nella zona vi erano pochissime zanzare. Le profonde scarpate orientate in direzione nord-sud, resero il posto molto sicuro dal punto di vista strategico. Inoltre l'unica strada di comunicazione con il sud era su questa cresta e poté essere difesa con facilità. A Middle Plantation, alcuni anni più tardi, essa divenne Duke of Gloucester Street.

### 1634: completata la palizzata attraverso l'intera penisola
Nel 1634, venne completata l'intera palizzata attraverso la Virginia Peninsula, lunga circa 10 chilometri all'altezza della zona fra Queen's Creek allo sbocco nel fiume York e Archer's Hope Creek all'innesto con il fiume James. La palizzata protesse i coloni dagli attacchi dei nativi americani. 